# Morchella esculenta
Morille comestible
Espèce
Morchella esculenta, la Morille comestible, ou Morille jaune, est une espèce de champignons comestibles de la famille des Morchellaceae. Elle est caractérisée par son chapeau rapidement jaune pâle, ses alvéoles de même diamètre en tous points et sa capacité à roussir.

## Taxonomie
Le nom correct complet (avec auteur) de ce taxon est Morchella esculenta (L.) Pers., 1801.
L'espèce a été initialement classée dans le genre Phallus sous le basionyme Phallus esculentus L., 1753.

### Synonymes
Morchella esculenta a pour synonymes :
- Helvella esculenta (L.) Sowerby, 1797
- Morchella esculenta var. aurantiaca Clowez, 2012
- Morchella esculenta var. rubroris Clowez & Luc Martin, 2012
- Morchella esculenta β esculenta (L.) Pers. (1801), 1801
- Morchella ochraceoviridis Clowez, 2012
- Morchella ovalis var. minor Clowez & Luc Martin, 2012
- Morchella rotunda var. esculenta (L.) Jacquet., 1985
- Morellus esculentus (L.) Eaton, 1818
- Morilla esculenta (L.) Quél., 1886
- Morilla esculenta (L.) Quélet, 1886
- Phalloboletus esculentus (L.) Kuntze, 1891
- Phallus esculentus L., 1753

### Noms vulgaires et vernaculaires
Ce taxon porte en français les noms vernaculaires ou normalisés suivants : morille comestible, morille jaune.

## Description du sporophore
Son chapeau mesure 4 à 10 cm x 3 à 10 cm, il est arrondi allongé à ovoïde, plus ou moins adné, constitué d'alvéoles irréguliers polygonaux profonds généralement isodiamètriques (de même diamètre dans tous les sens), noirâtres au début et s'éclaircissant ensuite, de couleur jaune orangé vif à jaune paille clair, les alvéoles secondaires sont rares. Les côtes primaires sont toujours plus pâles, épaisses et présentent toujours une arête arrondie et finement poudreuse tachée de ferrugineux avec l'âge. Il roussit à la vieillesse ou au toucher.
Le pied mesure 3 à 5 cm x 2 à 3 cm en moyenne chez les jeunes, il est parfois un peu élargi à la base, glabre, creux.
Sa chair est grise dans le chapeau, blanche dans le pied, son odeur est faible, fongique.

## Galerie

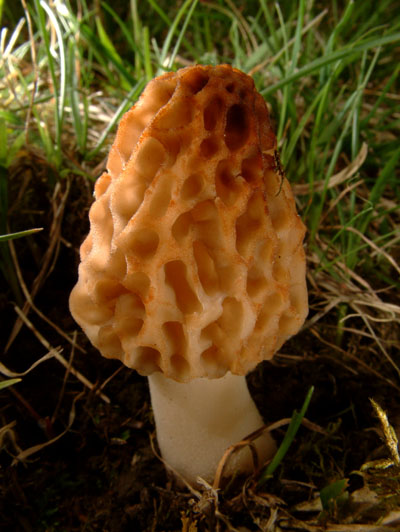
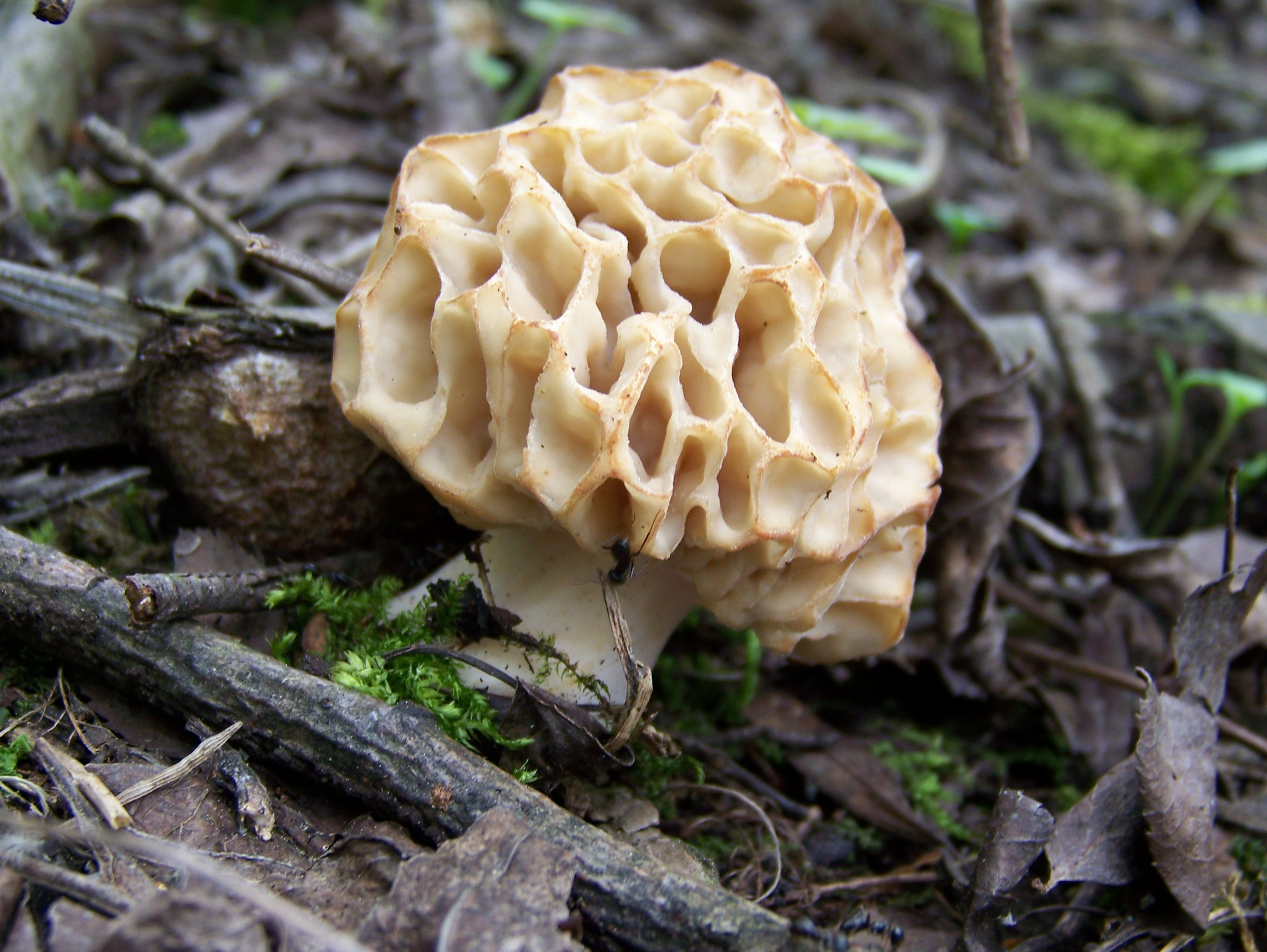
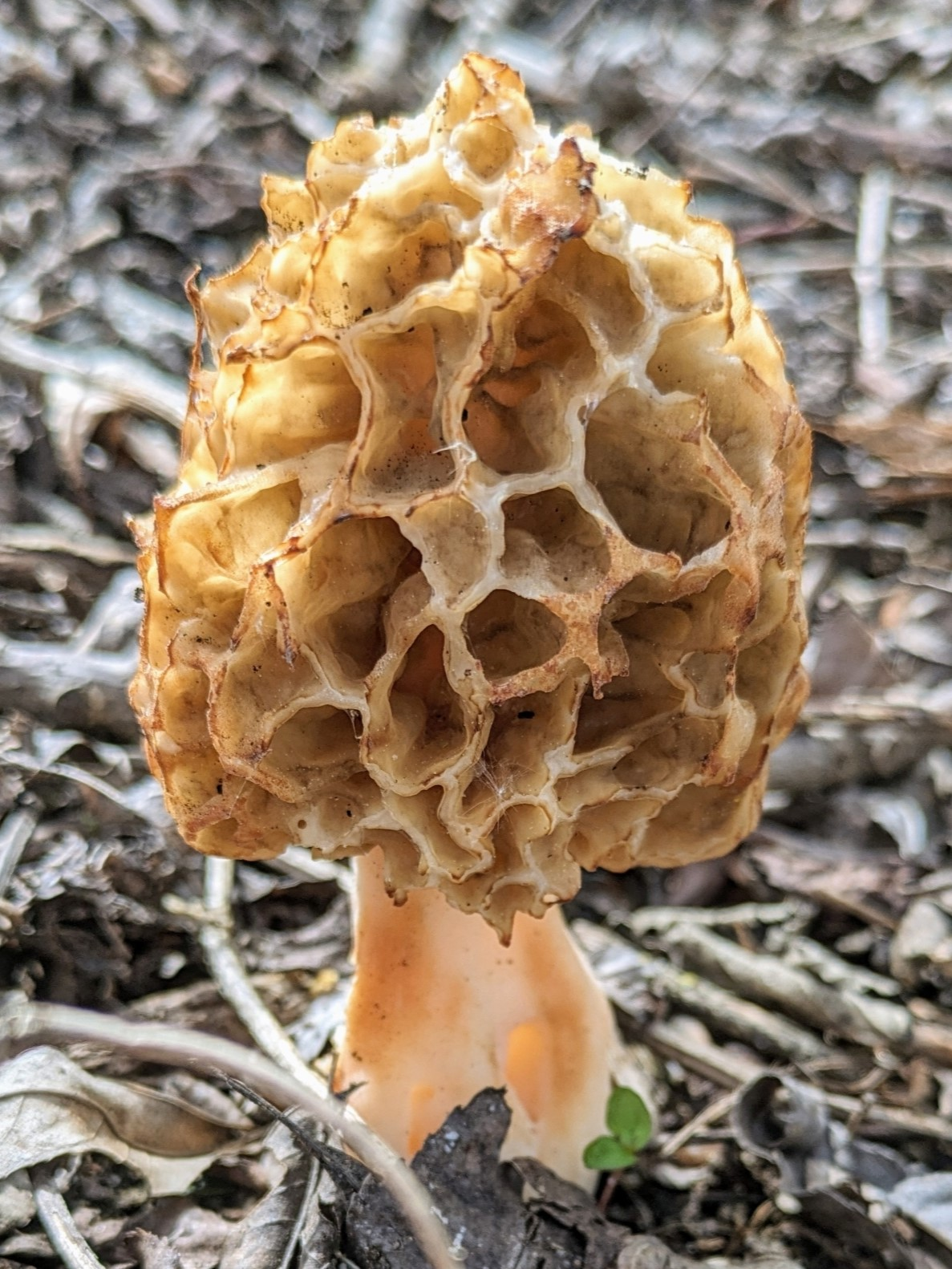
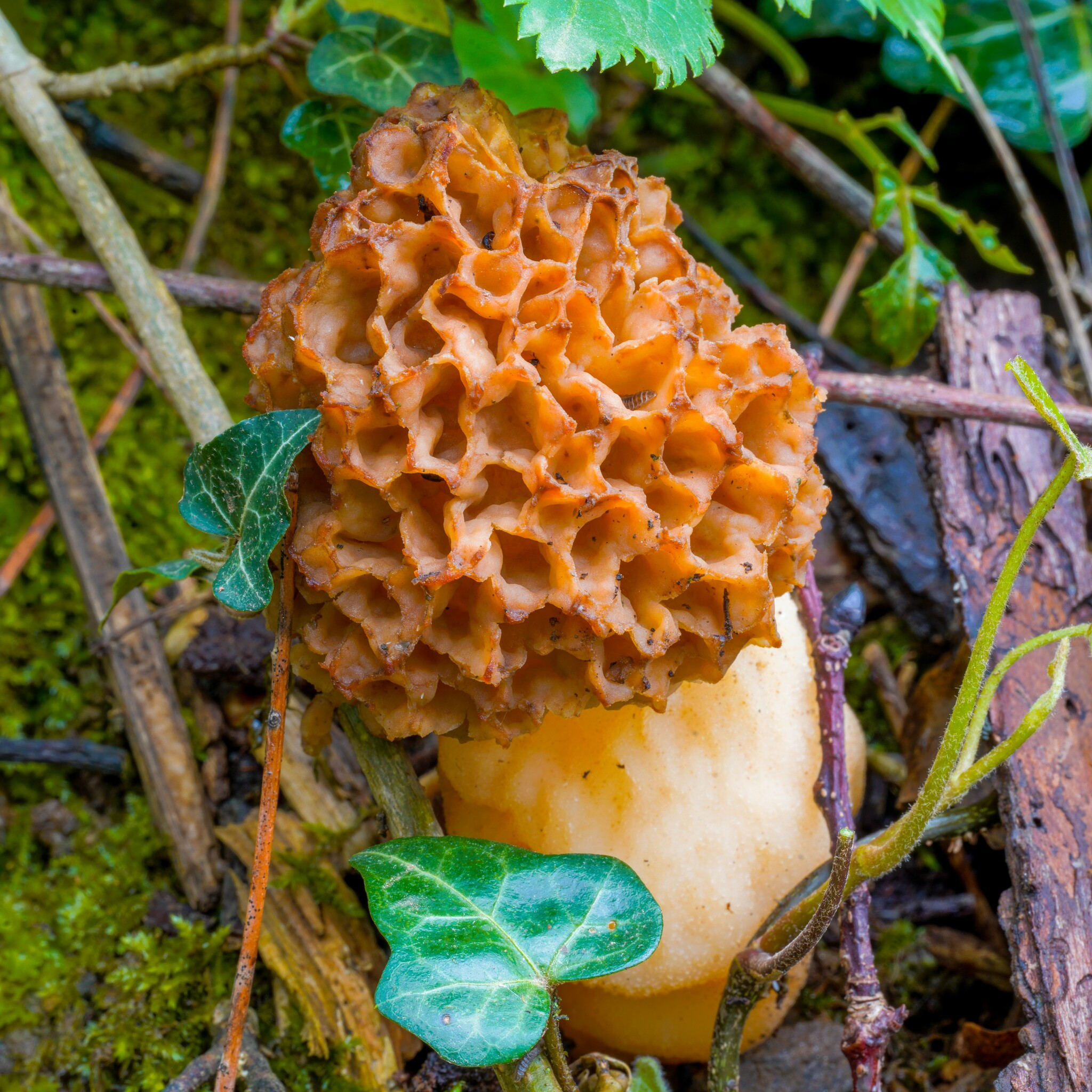
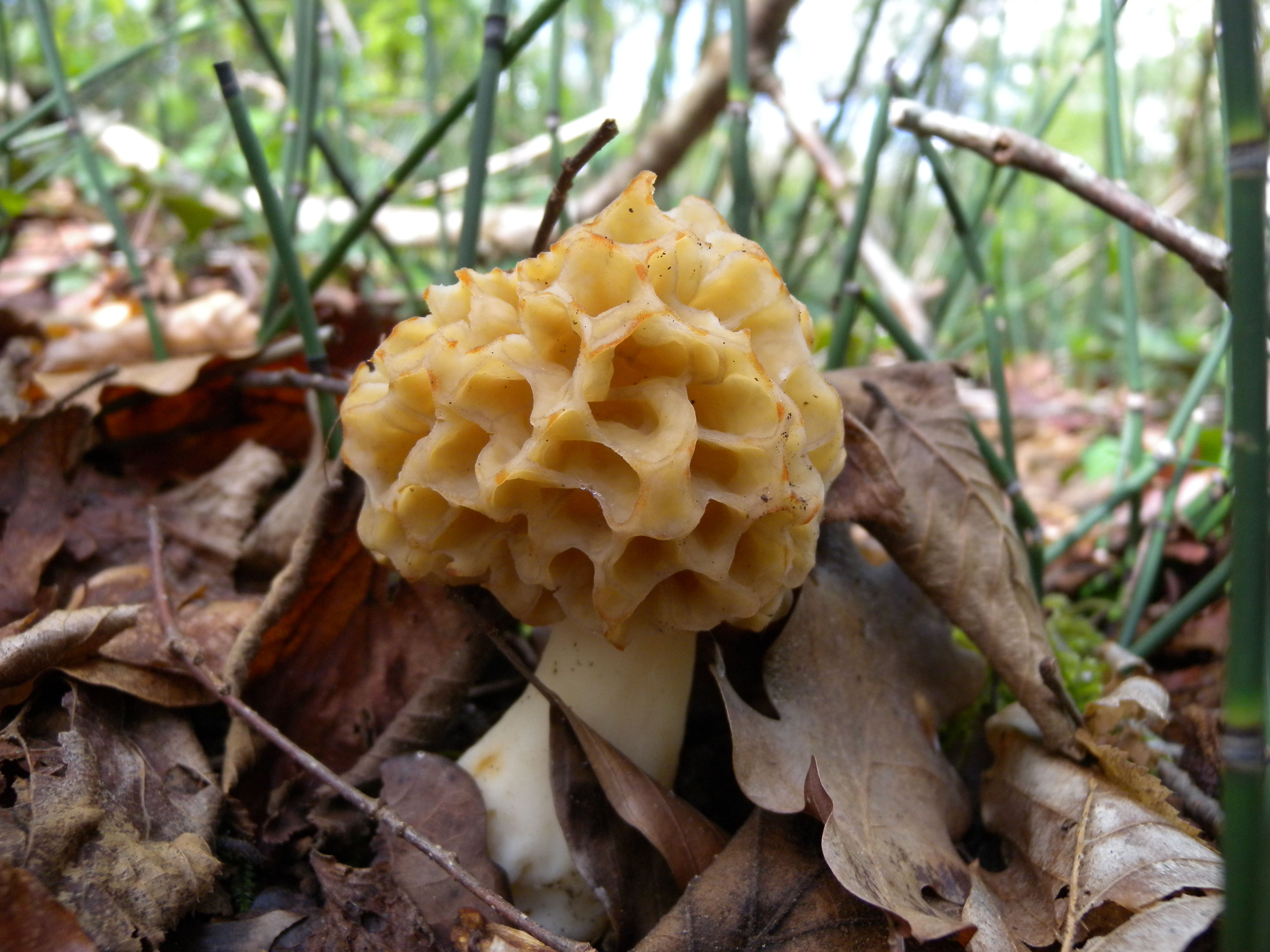
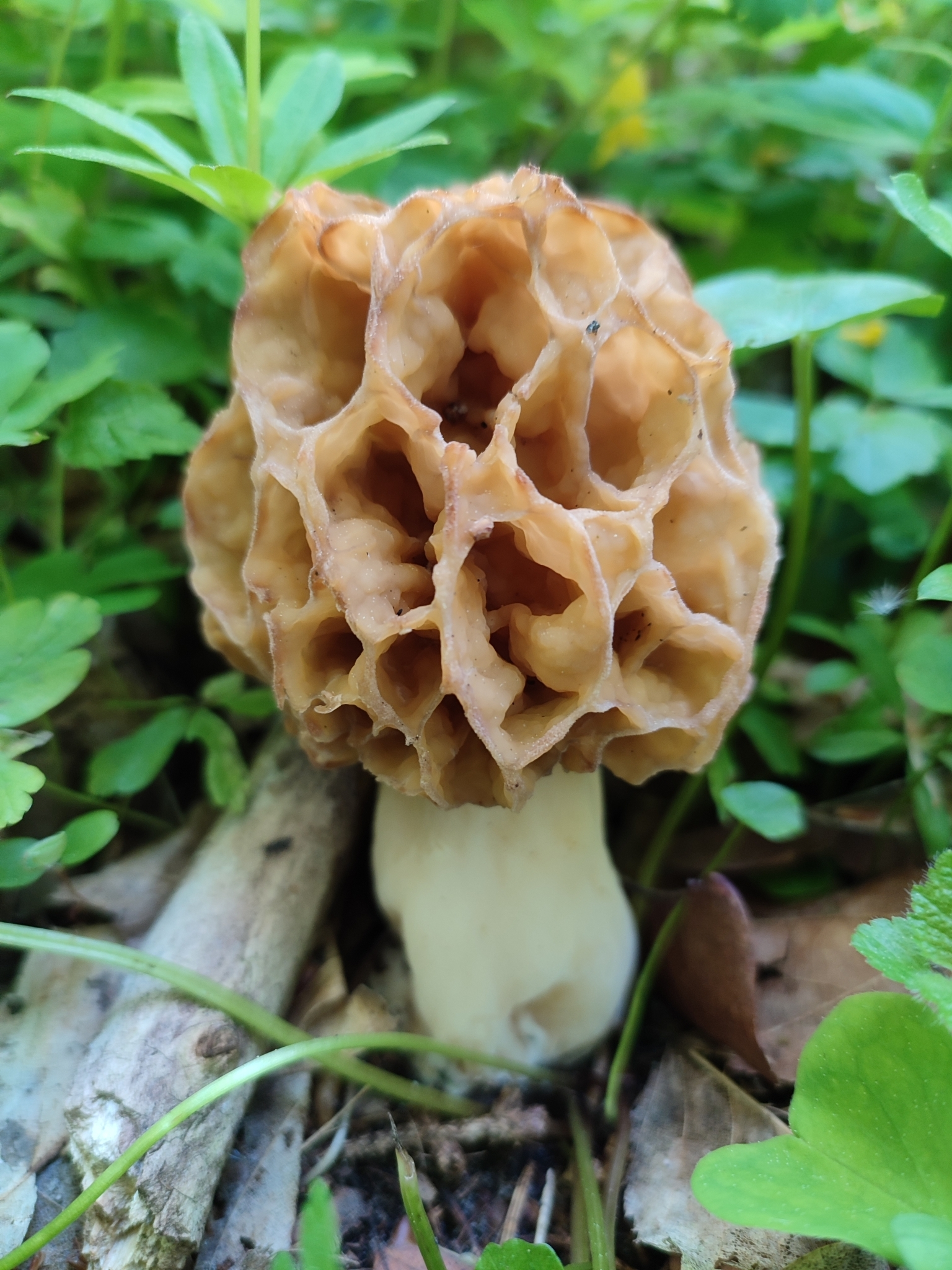
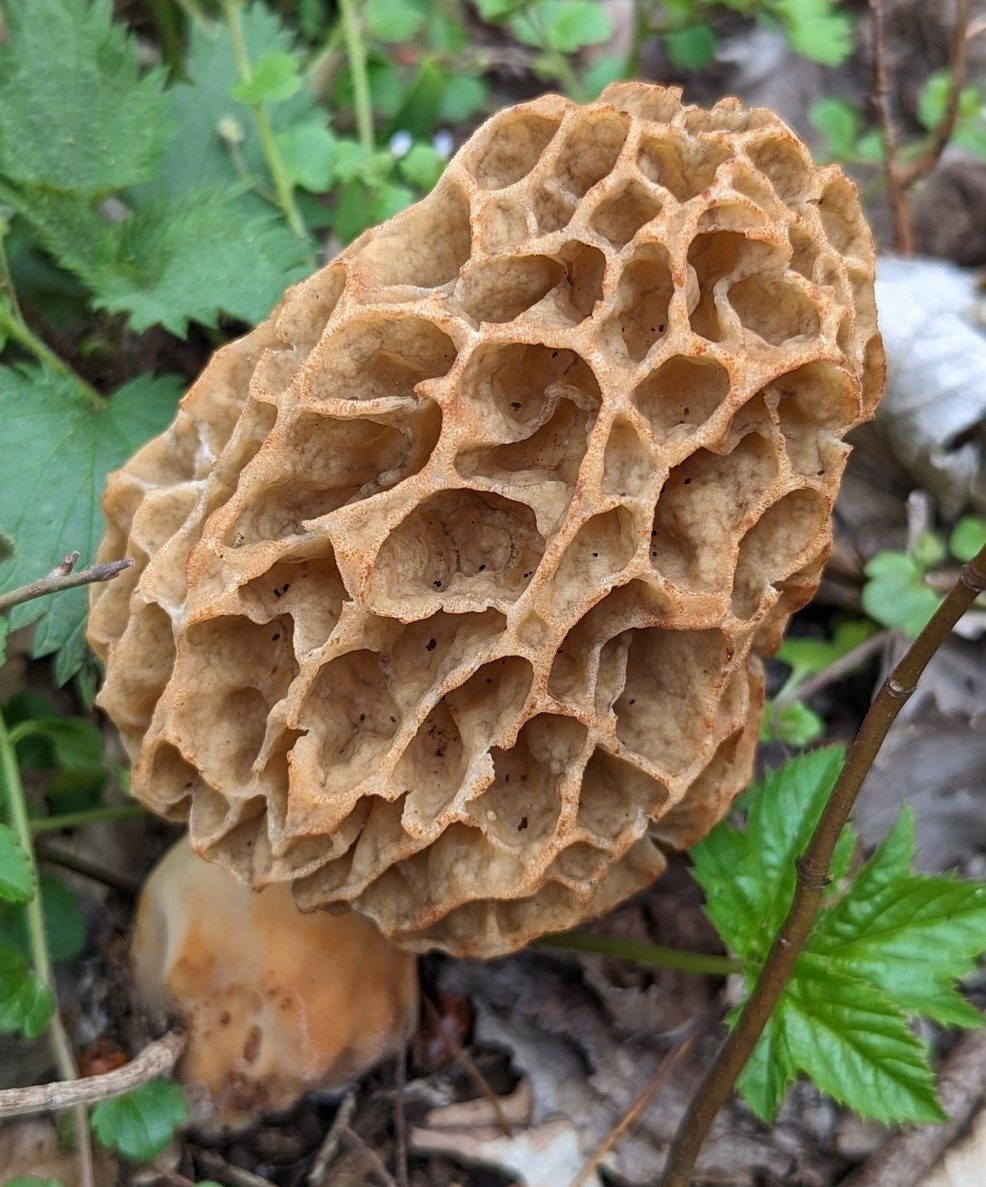
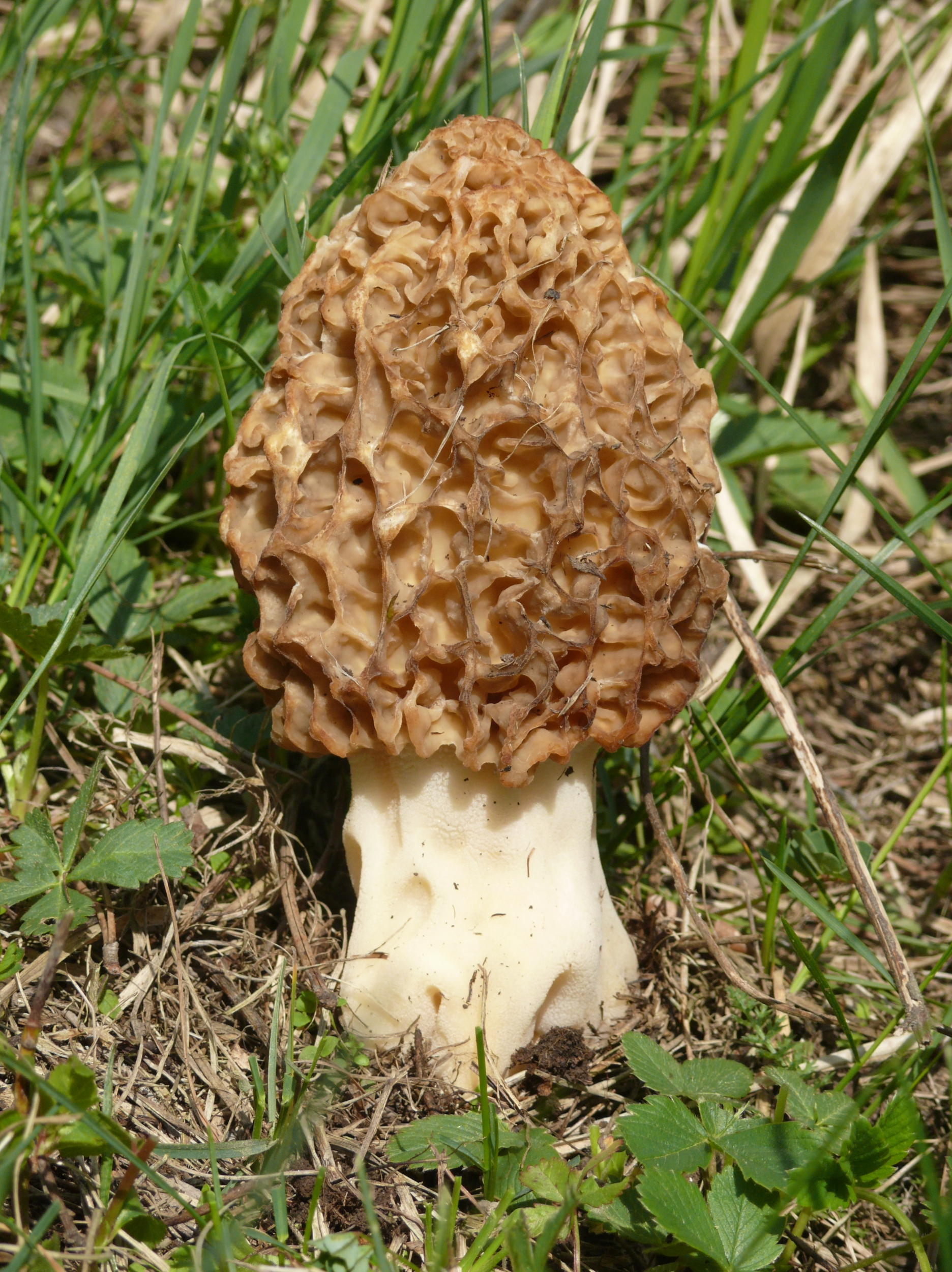
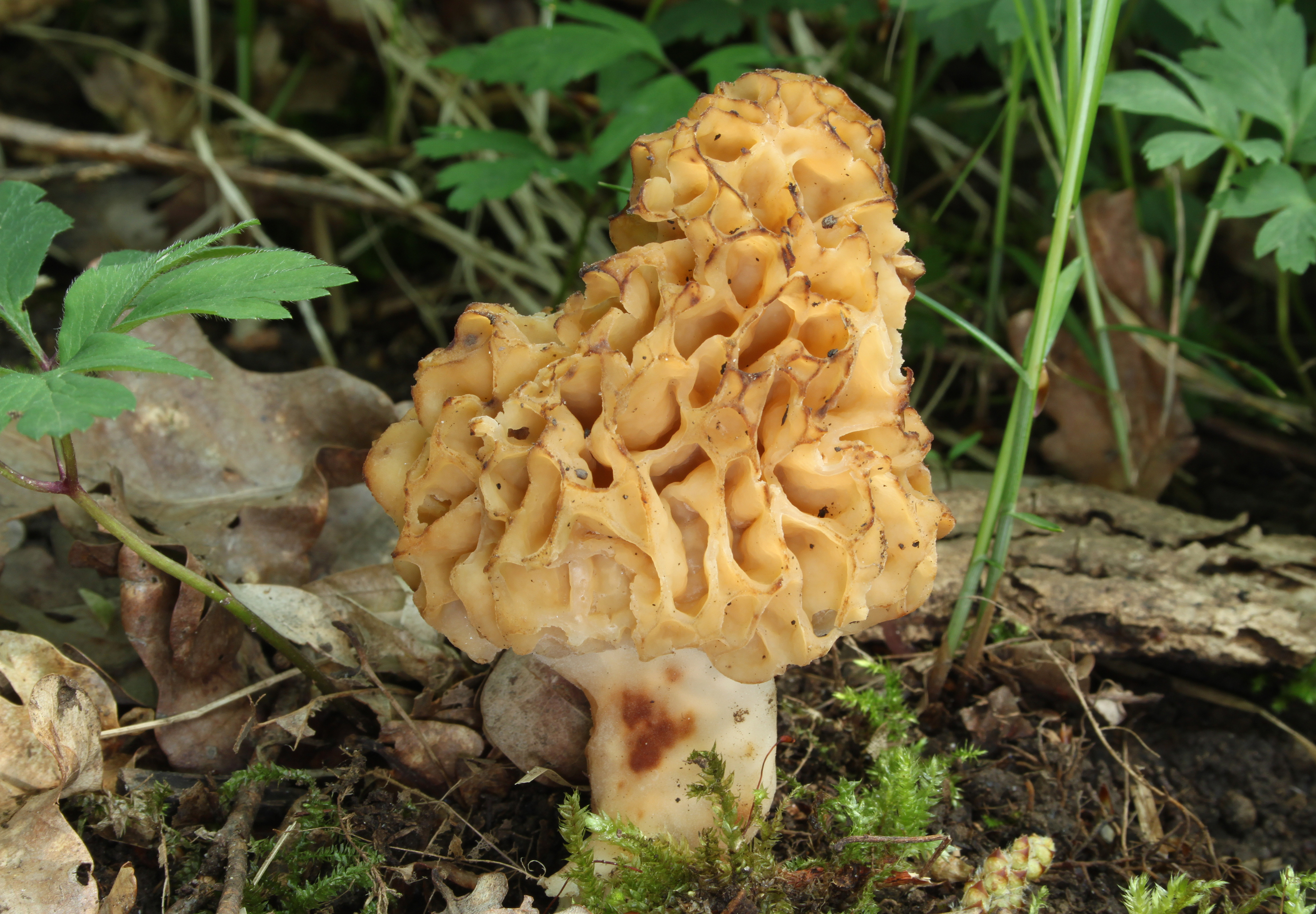
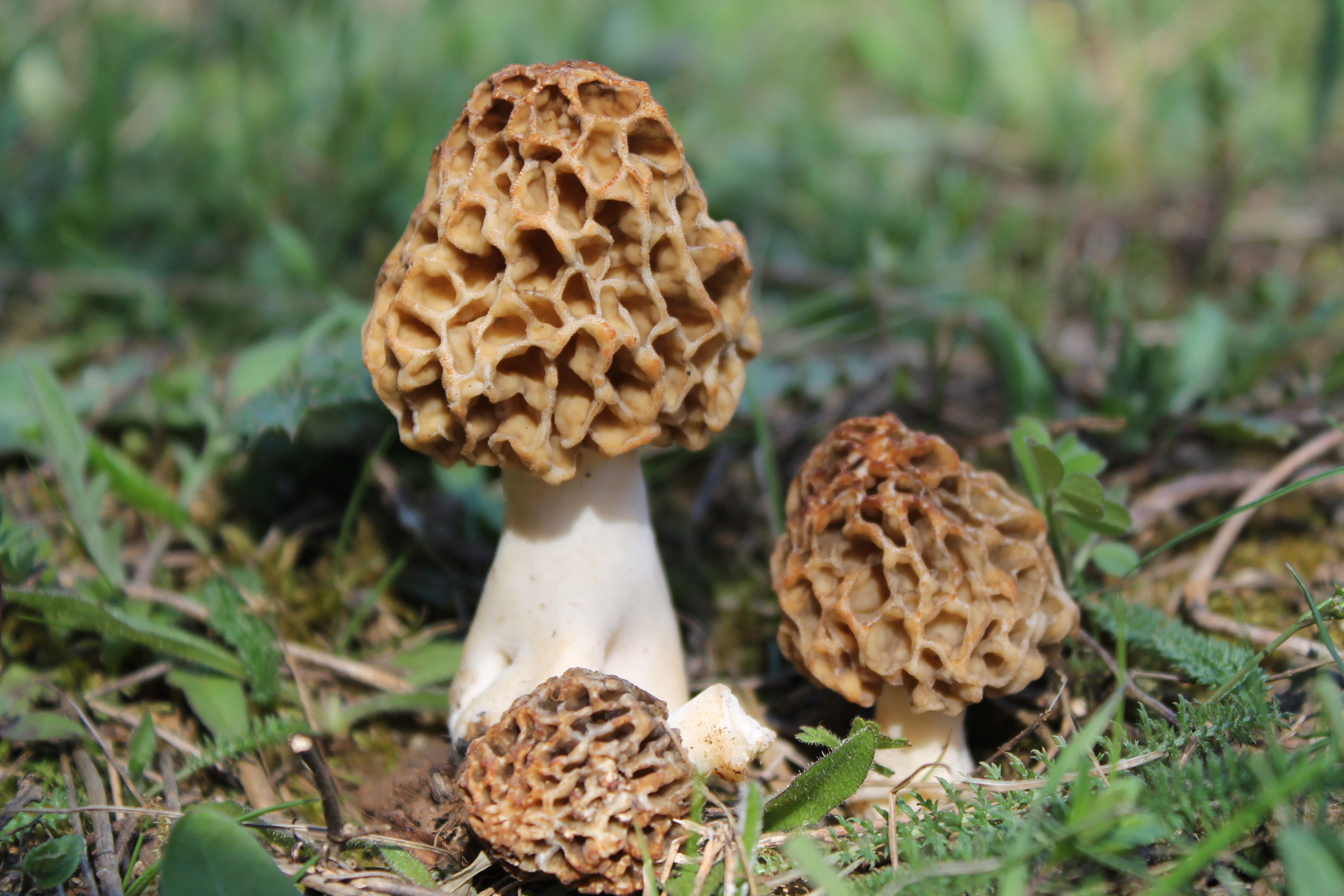
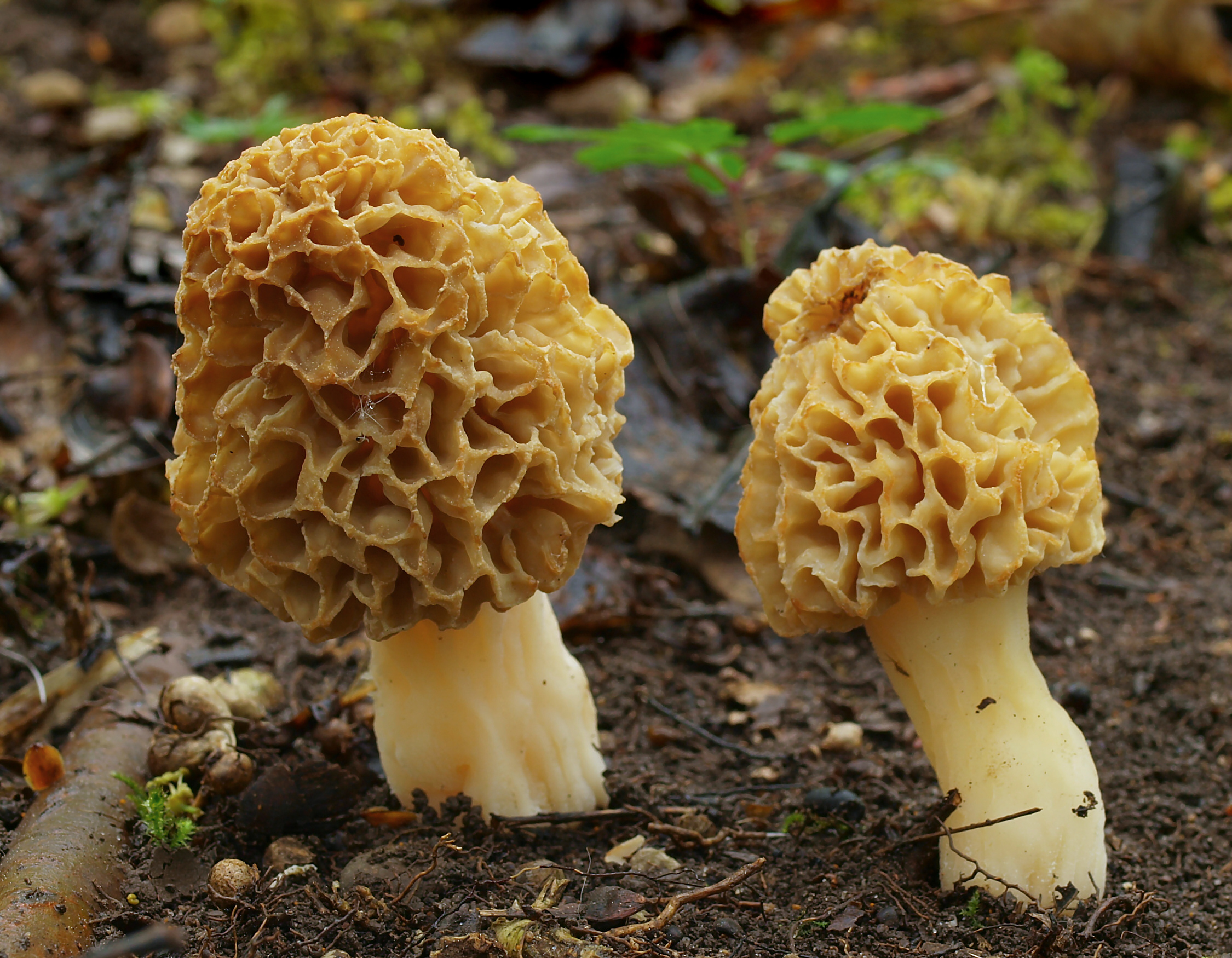
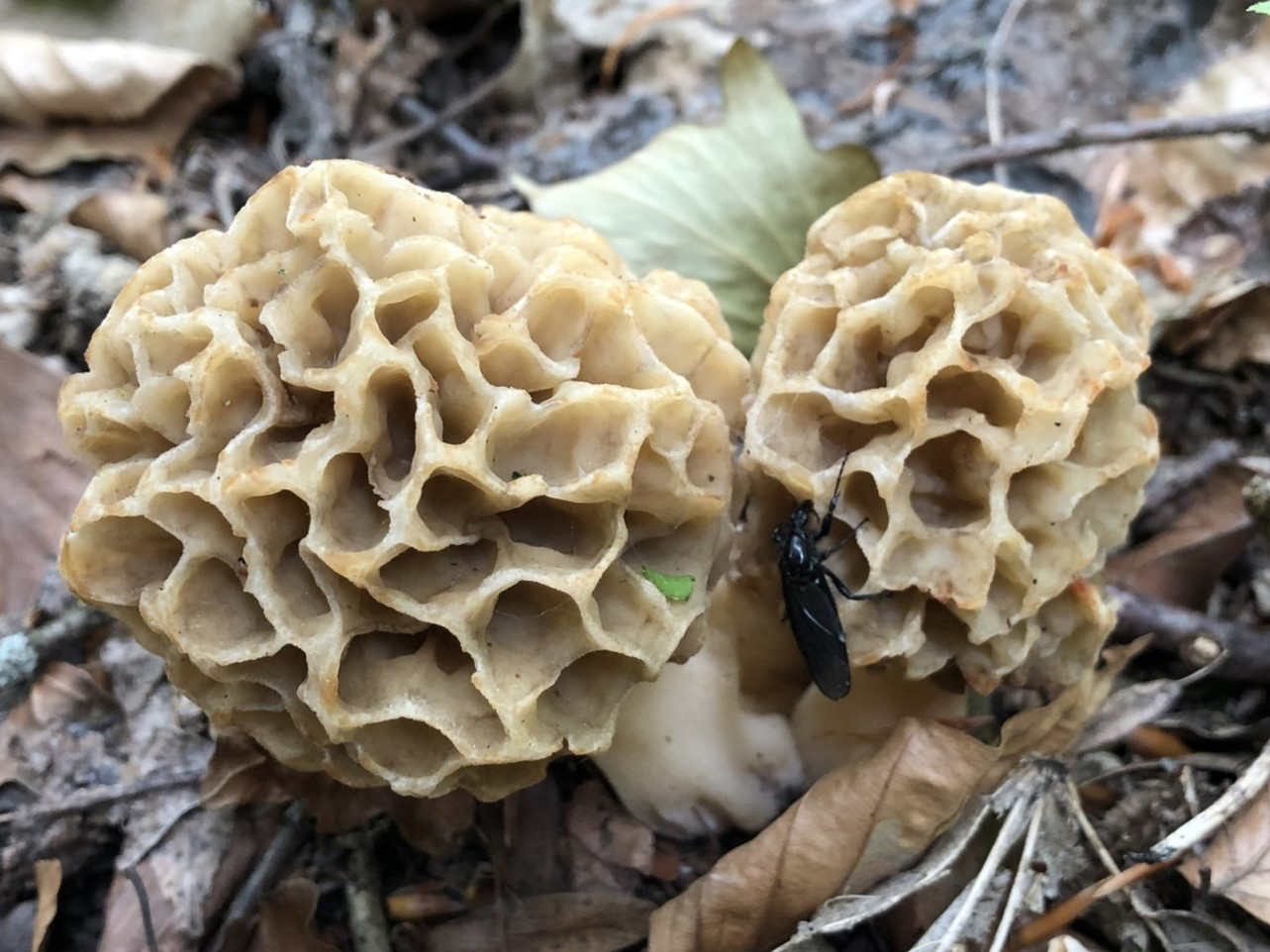

## Variétés et formes
- Variété rotunda.Variété crassipes.Morchella esculenta var. rotunda, au chapeau bien rond, autrefois considérée comme espèce indépendante sous le nom de Morchella rotunda[3].
- Morchella esculenta var. crassipes, au pied massif, autrefois considérée comme espèce indépendante sous le nom de Morchella crassipes.

## Habitat et distribution
C'est une espèce saprosymbiotique, printanière, venant de mars à mai, que l'on retrouve sur des terrains calcaires, en plaine et en montagne, avec prédilection pour les milieux sablonneux ou drainants, aussi sur les sols argileux, en lisière ou sous feuillus. On la trouve aussi sur des décombres et anciennes places à feu, dans les "sites archéologiques" et ruines où il y eut de l'activité humaine. En France, on la retrouve surtout sous le Frêne élevé et l'Orme champêtre, mais elle peut aussi s'associer éventuellement avec une large gamme d'arbres et de plantes ; Frêne à fleurs, Orme de montagne, Chêne vert, Pommier, Poirier, Epicéa, Oyat dans les dunes. On la trouve dans le fraxinetum : frênes, ormes, noisetiers, peupliers, aubépine, bouleaux, acacias ; et - ce que cette morille commune affectionne tout particulièrement - un tapis de lierre couvrant le sol sous une frênaie . Il semble qu'elle apprécie aussi les restes de sucres issus de fruits tombés au sol (ex : sous divers fruitiers comme pommiers, poiriers et cerisiers, ou sous certains arbres couverts de miellat de pucerons ; mais on le trouve aussi sous les lilas, pivoines, artichauts, topinambours, luzerne  et sous buxus (buis sur sol calcaire). On  la retrouve dans la majorité de l'Eurasie.

## Comestibilité
C'est un comestible réputé, excellent, toutefois, comme toutes les morilles, elle est toxique crue ou mal cuite, elle doit être bien cuite pour éliminer les hémolysines thermolabiles présentes, de préférence après dessication puis réhydratation.

## Confusions possibles
- Morchella americana, qui est présente surtout dans l'Est de la France, qui a un chapeau cylindrique et des alvéoles plutôt étirées verticalement, elle vient surtout sous plantations de peupliers.
- Morchella fluvialis, qui a un chapeau trianguloïde et vient surtout dans les bords de rivière.
- Morchella vulgaris, qui reste longtemps grise avant de devenir jaunâtre, a des alvéoles labyrinthiques étirés et verruqueux, une odeur forte à maturité et un pied élargi à la base et nettement sillonné.
- Morchella dunensis, venant surtout dans les dunes du littoral, aux alvéoles labyrinthiques, au pied élargi à la base et nettement sillonné, à odeur forte à maturité et à la vallécule marquée.

## Publication originale
- (la) C. H. Persoon, Synopsis methodica fungorum, Göttingen, 1801, 706 p. (DOI 10.5962/BHL.TITLE.166151, lire en ligne).